# Лос Алтос (Калифорнија)
Лос Алтос (енгл. Los Altos) град је у америчкој савезној држави Калифорнија. По попису становништва из 2010. у њему је живело 28.976 становника.

## Демографија
Према попису становништва из 2010. у граду је живело 28.976 становника, што је 1.283 (4,6%) становника више него 2000. године.
| Група             | 2000.          | 2010.          |
| Белци             | 21.656 (78,2%) | 19.642 (67,8%) |
| Афроамериканци    | 130 (0,5%)     | 148 (0,5%)     |
| Азијати           | 4.271 (15,4%)  | 6.815 (23,5%)  |
| Хиспаноамериканци | 822 (3,0%)     | 1.132 (3,9%)   |
| Укупно            | 27.693         | 28.976         |

## Партнерски градови
- Бендиго
- Rustington
- Shilin District
- Сиктивкар